# محمد الوعيل
محمد الوعيل (1947 - 21 مارس 2021) كاتب وإعلامي سعودي، يعد أحد رموز الصحافة والإعلام في السعودية، حيث عمل في مجال الصحافة والإعلام قرابة 40 عاما، وبدأ عمله في صحيفة الرياض، كما تولى رئاسة تحرير صحيفة اليوم السعودية مدة 14 عاما وتولى كذلك رئاسة تحرير صحيفة المسائية، كما تولى مراكز إدارية في صحيفة الجزيرة. له عدة مؤلفات كان آخرها كتاب «شهود هذا العصر» الذي نشره بداية 1442هـ.

## الإصدارات
- (شهود هذا العصر) 6 أجزاء.[4]
- (الساعة 25) صدر عام 2020.[5]

## الوفاة
توفي صباح يوم الأحد 21 مارس 2021م الموافق 8 شعبان 1442هـ عن عمر ناهز 74 عاما.